# Спасский собор Заиконоспасского монастыря
Спасский собор Заиконоспасского монастыря, Собор Спаса Нерукотворного Образа в Заиконоспасском монастыре — православный храм в Китай-городе в Москве, собор Заиконоспасского ставропигиального монастыря.
Вверху была церковь Всех Скорбящих Радости.

## История
Заиконоспасский монастырь предположительно был основан в 1600 году. Его соборным храмом стала церковь Спаса Нерукотворного Образа.
Ныне существующий Спасский собор включает в себя объём предшествовавшего ему храма 1661 года. Состоит из нижней церкви (с трапезной 1701 года) и верхней. С севера и запада под папертью верхнего храма к нижней церкви примыкают двухэтажные кельи.

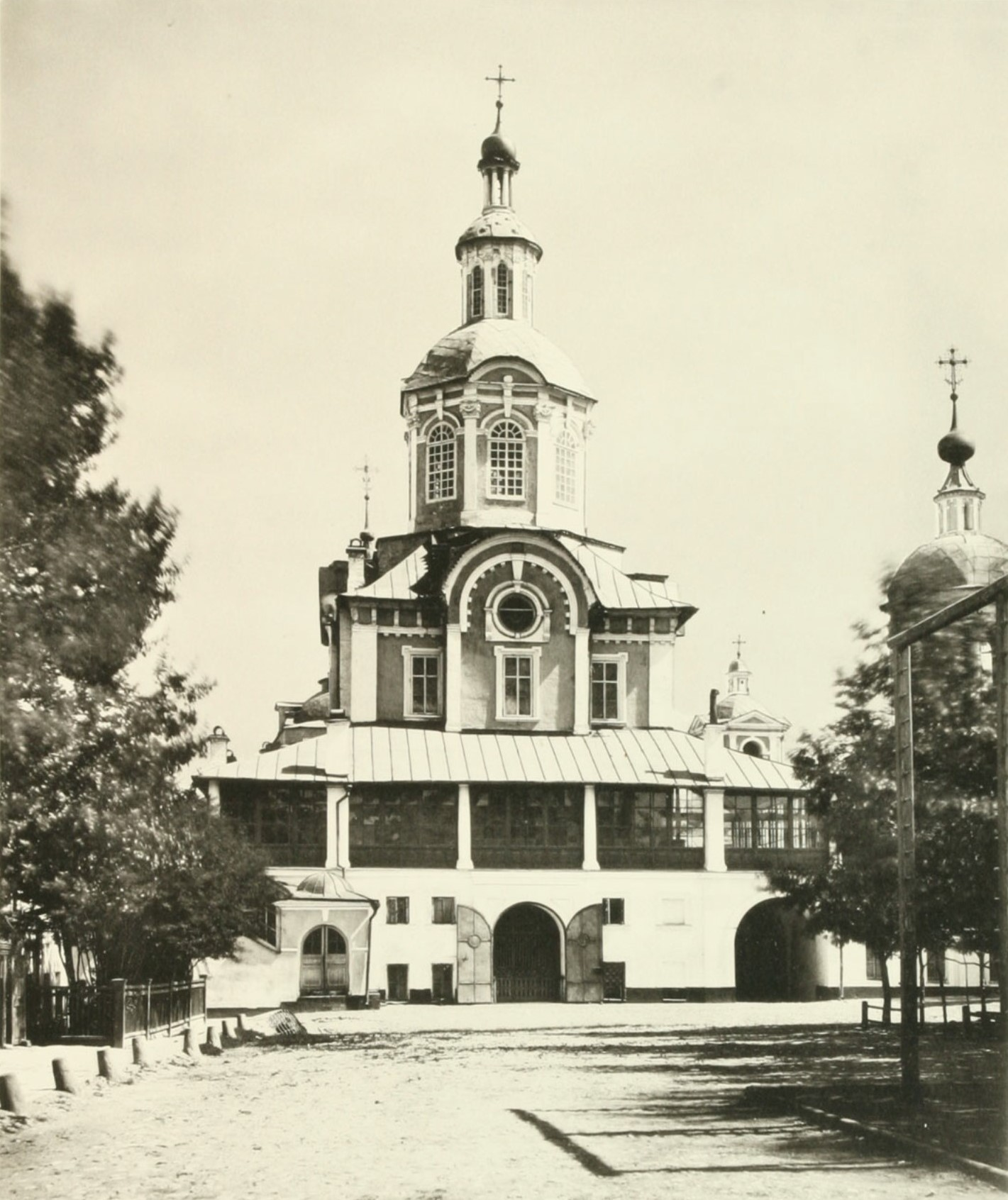
Собор на фото 1882 года

Точная дата постройки собора неизвестна (предположительно датируется 1703—1709 годами, обходная галерея на колоннах — второй четвертью XVIII века). Принадлежит к памятникам круга Ивана Зарудного (в деталях наблюдается сходство с такими сооружениями, как Меншикова башня и церковь Иоанна Воина на Якиманке). Это ярусный, крещатый в плане храм типа восьмерик на четверике, в декоре которого главная роль отведена элементам классического пилястрового ордера. К числу нововведений по сравнению с предшествующими памятниками относится применение классических метоп в карнизе четверика и связанное с этим обогащение обрамления круглого окна в тимпане «полуглавия» карниза арочкой на консолях, подобных консолям карниза. В отличие от церкви Ивана Воина, переход от четверика к восьмерику осуществлен при помощи распалубок, а не тромпов (нижняя церковь перекрыта коробовым сводом). Восьмерик окружает небольшая галерея-гульбище, ограждённая балюстрадой. Такая же балюстрада идёт по периметру перекрытия четверика.
В 1742 году в соборе проводились ремонтно-строительные работы (под наблюдением Ивана Мичурина), но они существенно не изменили его облика. Завершающая ярусную композицию здания ротонда-беседка с главкой — 1851 года (до этого храм венчала луковичная глава).